# 女性ホルモン分泌バラエティー 全力☆が〜る
『女性ホルモン分泌バラエティー 全力☆が〜る』（じょせいホルモンぶんぴつバラエティー ぜんりょくほしガール）は、2011年4月27日から10月26日まで、MBSテレビ（旧・毎日放送テレビ）で放送されたバラエティ番組。放送時間は毎週水曜日の23:55 - 翌0:55（JST）。一部のテレビ欄やEPGでは「全力星が〜る」と「☆」が漢字で表記されている。
ここでは前身番組にあたる単発番組『おバカワイイ男子へ贈る ラフがーる』（おバカワイイだんしへおくる ラフがーる）についてもあわせて記述する。

## 概要
2011年2月23日の23:55 - 翌0:55に、女子だけのトークバラエティ番組として『おバカワイイ男子へ贈る ラフがーる』のタイトルで単発放送された。出演者たちがさまざまなテーマで女子会トークを繰り広げる中で女子たちの本音が飛び出していく内容が好評を博し、レギュラー番組化される。
レギュラー版では、執事の千原ジュニアが唯一の男性レギュラーとして加わり、何でも欲しがる女子たちに思いっ切り毒を吐いてもらい、潤いを補い、気分を上げて、女性ホルモン（番組内では「女ルモン（じょルモン）」と呼ぶ）を分泌してもらう内容となっている。
番組は大阪府大阪市此花区のユニバーサル・スタジオ・ジャパン内にある「MBSスタジオ in USJ」で収録。基本として、隔週金曜日に2本程度貯め録りを実施。
2011年10月26日の放送で終了。後番組は『関西バンザイTV まぶしいチカラ』で千原ジュニア、海原やすよ・ともこは引き続き出演する。

## 出演

### 単発版
- 藤本美貴
- 加藤夏希
- 安田美沙子
- 国重友美
- ユージ（「恋愛ラフセミナー」のみ）

この他、スタジオとSkype中継を結んだ視聴者女性「モニが～る」10名が出演。そのうち、「モデルの卵」として登場した中村葵は、単発版の放送後『女の子宣言! アゲぽよTV』のアゲぽよガールズ1期生メンバーをはじめ、日テレジェニック2011に選ばれている。

### レギュラー版
執事
- 千原ジュニア

レギュラー
- はるな愛
- 海原やすよ・ともこ

この他、毎回女性ゲスト2名を迎え、スタジオとSkype中継を結んだ視聴者女性「モニが～る」3名が出演。

## おもなコーナー
- ラフランキング（単発版）

男子にはとても言えない女子たちの秘密をランキング形式で紹介し、それをもとにトークを展開する。
- 恋愛ラフセミナー（単発版）

ユージの考える「誕生日のサプライズ演出」を再現VTRで見せて、それがイケているのかスベッているのかをモニが～るたちが査定する。なお公正なジャッジを下すため、モニが～るには誰のサプライズ演出なのかが分からない状態になっていた。
- 女たちの本音劇場（単発版・レギュラー版）

モニが～るの3名が視聴者男子3名と合コンをし、事前に渡された本音ノートに、その時々で思ったことを綴ってもらい、彼女たちの本音をのぞき見る企画。合コンは女子3名の待ち合わせから始まり、男子3名との合流後、合コンを行う（リアルな本音をのぞくために、すべて合コン参加者の自腹となっている）。場合によっては合コンを盛り上げる指令が出されることがある。最後に男子3名は気に入った女子のメールアドレスを1名だけ受け取り、メールを送信することができるシステムとなっていて、それに対する女子たちのリアクションを見るところまで、本音ノートに綴られた女子3名の本音が随時表示される。
6月22日放送に出演した藤村椿は、放送後『女の子宣言! アゲぽよTV』のアゲぽよガールズ3期生メンバー、8月31日と10月19日放送に出演した橘知衣代は、アゲぽよガールズ2期生メンバーに選ばれている。
9月20日放送では、特別企画として「千原ジュニアの本音デート」と題し、ジュニアが自らプロデュースしたデートプランで舞川あいくと大阪でのデートを行い、VTR中、舞川の本音が随時表示された。
- 女性ホルモン分泌トーク（レギュラー版）

執事のジュニアが用意した「女子たちがアガる」テーマで女子会ぶっちゃけトークをしてスッキリしてもらう。視聴者からの投稿を基にしたVTRには、男性役でジュニアの相方・千原せいじ、女性役で小原正子（クワバタオハラ）・さゆり（かつみ・さゆり）・島田珠代などが出演している。
- 代理彼氏Jr.（レギュラー版）

彼氏に不満を持つ視聴者女子がジュニアにそのストレスをぶつけ、スッキリできればハグ、スッキリできなければビンタをする。全放送中、ハグだったのはわずか2回だった。かつて『突然ガバチョ!』で放送されたコーナー「恨みます」に近い内容となっている。
- お悩みぶっちゃけて韓国旅行GET! 全力☆お悩みシュラン（レギュラー版）

悩める女子・お悩みガールの部屋とSkype中継を結び、お悩みエピソードをレストランに出てくる料理のようにおいしく味わいながら相談に乗る。判定は、はるな・やすとも・ゲストの5名がたのしくおいしい悩みと判定すればボタンを押し、その合計数によってお悩みガールに女子力磨きグッズがプレゼントされる。
| 評価 | 1つ星              | 2つ星        | 3つ星            | 4つ星    | 5つ星                            |
| ---- | ------------------ | ------------ | ---------------- | -------- | -------------------------------- |
| 商品 | 番組特製ステッカー | 電動ハブラシ | 電動ムダ毛処理機 | ナノケア | 韓国ソウル極上エステ旅 ペア3日間 |

- 発表!女性ホルモン アガ〜ルデミー賞（レギュラー版）

女ルモンがあがる映画のワンシーンをはるなとゲストの坂下千里子・磯山さやかがプレゼンし、一般女性30名の投票でNo.1を決める。優勝者には、☆が〜るちゃん像が贈られた。
- 女子たちの経験白書 多いのはどっち!?（レギュラー版）

一般女子100人にドラマのような恋愛シーンを経験したことがあるかを徹底調査。スタジオ出演者は2つの恋愛シーンのうち、経験した女子が多い方を当てる。正解すればご褒美に関西の人気スイーツを食べられる。
- めざせ 全力夏モテが〜る! 最強☆美容テクランキング（レギュラー版）

街頭で一般女子たちに「美」の悩みを聞き、ランキングを作成。悩みを解決する最強美容テクをはるなとゲストのNANA（MAX）・益若つばさがプレゼン。
- 女ルモン分泌!フェチ写真集 月刊!☆が〜る（レギュラー版）

見るだけで女ルモンが分泌する男子のパーツや仕草など、フェチな部分を写真で見ていく企画。はるなとやすとも、ゲストのMINA（MAX）とSHEILAがリクエストした男子のフェチ写真を見て、一般女性30名が女ルモンがあがった写真にスイッチを押し、最優秀フェチ写真を決定する。「ギターの弦を押さえるセクシーな指先」をリクエストしたMINAにはノミネート写真を一冊にまとめた写真集「月刊!☆が〜る」が贈られた。
- 平成vs昭和 アイドル徹底比較!（レギュラー版）

平成のアイドル・南明奈と昭和のアイドル・国生さゆりのアイドル時代のギャップを検証する。
- 浮気をされた女たちSP（レギュラー版）

浮気をされたことのある一般女子7人がスタジオに登場し、浮気エピソードを男子代表・ジュニアに語り、毒を出してスッキリしてもらう企画。はるな・やすともは浮気エピソードを聞いて腹が立ったら、手元にあるビンタジュニア人形をビンタする。最後にもっともスッキリしてほしい女子1名をはるなが選び、ごほうびとしてジュニアをビンタしてスッキリしてもらう。
- 恐怖! オトコとオンナのコワ～イ話（レギュラー版）

男と女にまつわる怖い話を語る企画。語り部にはモニおっさんとして、桜金造・中村豪（やるせなす）・井上公造が登場し、さらにジュニアの恐怖伝説をたむらけんじ・タケト（Bコース）・山本博（ロバート）がVTRで証言した。この企画の収録前にスタジオでお祓いが行われ、ジュニアとスタッフ、スタジオ観覧の女性にはお守りが渡されたが、ジュニア以外の出演者と一部のスタジオ観覧者には渡されなかった。
- 女子たちのガチ本音! イメージ☆ビンゴ（レギュラー版）

街の女子100名に聞いた本音イメージベストテンを当てる企画。ゲストの安めぐみと安田美沙子が巨大ビンゴパネルに自分が思う自分のイメージを書き、街の女子のガチ本音イメージベストテンと照らし合わせていく。正解するとごほうびが与えられる。最後に安と安田は、自分の本当のイメージを理解するためベスト3を声に出して読み上げる。
| ビンゴ数 | 1ビンゴ                     | 2ビンゴ  | 3ビンゴ                          |
| -------- | --------------------------- | -------- | -------------------------------- |
| 商品     | 堂島アイスロール （いちご） | ナノケア | 最後の楽園 モルディブ 7泊8日の旅 |

- 執事ジュニアの細かすぎてゴメンなさい こんなボクでも愛してランキング（レギュラー版）

未公開映像とともにジュニアのぶっちゃけトークをランキング形式で紹介。また☆が〜るちゃんの声を担当する古和咲紀がスタジオに登場した。
- 特別企画 はるな愛 結婚への道 全力!ウェディング女ルモン〜結婚できる女子になる3つの方法〜（レギュラー版）

結婚願望のあるはるなを応援すると同時に、イマドキの結婚事情を紹介。
- お悩み解決! 全力☆ジュニア宅急便（レギュラー版）

悩める女子たちの元へダンボール箱に入ったジュニアを宅配し、ジュニアが悩みに答える。堺女子高等学校と和田ちゃん（女と男）の実家、神戸コレクションが行われた神戸ワールド記念ホールに宅配された。神戸ワールド記念ホールでは神戸コレクションの出演モデルにジュニアがおねだりした私物が視聴者にプレゼントされた。また番組のPRも兼ねてジュニアがランウェイを歩くサプライズが仕掛けられた。
- 今日からアナタも開運が～る 全力☆最強占い（レギュラー版）

出演者たちに占いで女ルモンをアップしてもらう企画。占い師として島田秀平（手相占い）・濱口善幸（タロット占い）・中村豪（やるせなす、霊感占い）がモニおっさんで登場し、島田は出演者の恋愛運、中村は出演者に取り憑く生き霊の数をランキングで紹介。

## スタッフ

### 単発版
- ラフが〜るちゃんの声：古和咲紀
- 構成：たむらようこ、武輪真人、古賀文恵、純子ポッキー
- TD/SW：高石和隆
- CAM：竹本友亮
- AUD：田中聖二
- LD：吉田和之
- VE：上原英昭
- 編成：田中将徳、川原秋呼
- 美術：松尾光生
- タイトル：清水千晶
- CG：ふっちー
- ITD：大西智士
- IP中継担当：崎山成人、吉田浩二、中村雅之
- スカイプ担当：中村雅人、下村徹子、田中恒多、岩崎正志、山本敦之、川崎康平、村島亘、西岡孝治、高橋滋己、戸谷優宏
- EED：大塚直哉、佐藤雅哉
- 音響効果：河原夕子
- 協力：放送映画製作所、トラッシュ、関西東通、サウンドエースプロダクション、アーチェリープロ、アスカプロ、戯音工房、イングス、玉姫殿、HOTEL CEEDS、ホテルグリーンプラザ大阪、BUTTERFLY、J'adore、ニューエール、個室ダイニング いたり〜itari〜、ECCアーティスト専門学校、ベイビー・プラネット
- 美術協力：毎日舞台、インターナショナルクリエイティブ、高津商会、堺かつら、三恵美術商会
- AP：松本みゆき
- デスク：西城栄里
- リサーチャー：田中ミカン
- AD：細井智美、藤川由佳、坂井田昌美、松山純平
- ディレクター：阿部淳人、日下真行、生田健太郎、中口慶三
- 総合演出：松本真樹
- プロデューサー：田中良
- 制作協力：MBS企画
- 製作：毎日放送

### レギュラー版
- ナレーション（☆が〜るちゃんの声）：古和咲紀
- 構成：武輪真人、古賀文恵、純子ポッキー
- TD/SW：高石和隆
- CAM：竹本友亮
- AUD：中西進二
- LD：吉田和之
- VE：上原英昭
- 編成：田中将徳、川原秋呼
- 美術：中野雪子
- 装置：倉本篤志
- 装飾：新野知美
- 電飾：岩崎剛
- 美術進行：荒井春佳
- CG：ふっちー
- タイトル：清水千晶、村上喬規
- EED：大塚直哉、佐藤雅哉、中西章史
- 音響効果：河原夕子
- 協力：放送映画製作所、デラックス・キッズ、ベイビー・プラネット、アーチェリープロ、関西東通、C-BOX、仕事場、トラッシュ、戯音工房、アスカプロ、ニューエール、サウンドエースプロダクション、Face
- 美術協力：新光企画、高津商会、インターナショナル・クリエイティブ、TOCO、モア、ステッププラン、グリーンアート、オフィス翔
- AP：松本みゆき
- デスク：西城栄里
- リサーチャー：田中ミカン、杉本晃志
- AD：細井智美、吉良哲平、松山純平、佐竹藍
- ディレクター：遠藤伸哉、阿部淳人、日下真行、石田尚生、生田健太郎、嘉納一貴、中口慶三
- 総合演出：松本真樹
- プロデューサー：田中良
- 制作協力：MBS企画
- 製作：毎日放送

## テーマ曲
- オープニングテーマ：アヴリル・ラヴィーン「What The Hell」
- エンディングテーマ
  - 阿部真央「痛み」（- 2011年7月）
  - ケイティ・ペリー feat. スヌープ・ドッグ「カリフォルニア・ガールズ」（2011年8月 -）

## 事故
- 2011年7月3日に行われた「女たちの本音劇場」の合コンロケで、琵琶湖でウェイクボードを楽しむ場面を撮影中、男子大学生がけん引ロープに右手の親指を巻き込まれ骨折する事故が発生し、収録を中止した。毎日放送は、この事故が発生した合コンを放送しない事とした[7]。また、定員7人を超える8人が乗っていた事を知りながらプレジャーボートを運航させたとして、滋賀県警は同年9月7日、番組ディレクターとボート操縦の男性を船舶安全法違反の疑いで書類送検した[8]。

## 放送局
| 放送対象地域 | 放送局            | 放送期間                 | 放送日時                     | 備考     |
| ------------ | ----------------- | ------------------------ | ---------------------------- | -------- |
| 近畿広域圏   | MBSテレビ         | 2011年4月27日 - 10月26日 | 水曜 23:55 - 翌0:55          | 制作局   |
| 広島県       | 中国放送（RCC）   | 2011年5月7日 - 11月5日   | 土曜 0:55 - 1:55（金曜深夜） | 9日遅れ  |
| 北海道       | 北海道放送（HBC） | 2011年5月24日 - 11月22日 | 火曜 0:56 - 1:56（月曜深夜） | 26日遅れ |